# Rajd Antibes 2008
Rajd Antibes 2008 (43. Rallye d'Antibes - Côte d'Azur) – 43 edycja rajdu samochodowego Rajd Antibes rozgrywanego we Francji. Rozgrywany był od 17 do 19 października 2008 roku. Była to dziewiątą runda Rajdowych Mistrzostw Europy w roku 2008. Składał się z 18 odcinków specjalnych.

## Klasyfikacja rajdu
| Miejsce | Miejsce | Kierowca           | Pilot                  | Samochód                       | Czas      | Strata   |
| Gen.    | ERC     | Kierowca           | Pilot                  | Samochód                       | Czas      | Strata   |
| ------- | ------- | ------------------ | ---------------------- | ------------------------------ | --------- | -------- |
| 1.      |         | Nicolas Vouilloz   | Nicolas Klinger        | Peugeot 207 S2000              | 3:21:10.9 | 0.0      |
| 2.      |         | Stéphane Sarrazin  | Jacques-Julien Renucci | Peugeot 207 S2000              | 3:21:36.4 | +25.5    |
| 3.      | 1.      | Michał Sołowow     | Maciej Baran           | Peugeot 207 S2000              | 3:25:32.0 | +4:21.1  |
| 4.      | 2.      | Volkan Isik        | Kaan Özsenler          | Fiat Abarth Grande Punto S2000 | 3:28:02.1 | +6:51.2  |
| 5.      |         | Dominique Bruyneel | Jean-Charles Descamps  | Subaru Impreza STi N14         | 3:38:01.6 | +16:50.7 |
| 6.      | 3.      | Corrado Fontana    | Carlo Cassina          | Peugeot 207 S2000              | 3:38:47.0 | +17:36.1 |
| 7.      | 4.      | Antonín Tlusťák    | Jan Škaloud            | Citroën C2 S1600               | 3:39:01.9 | +17:51.0 |
| 8.      |         | Julien Fabre       | Guy Cavarero           | Renault Clio S1600             | 3:43:01.2 | +21:50.3 |
| 9.      |         | Laurent Kandoyan   | Carole Kandoyan        | Renault Clio Ragnotti          | 3:43:32.2 | +22:21.3 |
| 10.     |         | Massimo Canella    | Silvio Gria            | Renault Clio R3                | 3:44:21.5 | +23:10.6 |